# 王南健
王南健（1955年—），男，汉族，内蒙古赤峰人，中华人民共和国政治人物，中国共产党党员，曾任江门市人民政府市长，第十一届全国人民代表大会广东地区代表。

## 生平
毕业于广东省委党校在职研究生班经济学专业。2008年起担任全国人大代表。